# 다카라즈카 가극단 106기생
다카라즈카 가극단 106기생은 2018년 4월에 다카라즈카 음악학교에 입학, 2020년 3월에 다카라즈카 가극단에 입단한 39명을 가리킨다.

## 개요
2018년 음악학교 수험자의 수는 965명, 합격자 40명, 경쟁률 24.1:1 이었다.
레이와 시대에 첫 입단한 기수이다.
초무대의 연목은 츠키구미 공연 「WELCOME TO TAKARAZUKA-눈과 달과 꽃과-／피가로 광소곡」이다.
당초, 2020년 4월에 첫선을 보이려고 했지만, 신형 코로나 바이러스 감염증 확대에 따른, 공연 중지 · 연기를 이어가다가 같은 해 9월에 5개월 늦게 초무대를 밟았다.
당해 11월 2일자로 조배속이 되었다.
| 신인공연      | 에트와르  |
| ------------- | --------- |
| 카세 쿄       | 이치노 린 |
| 하나히메 마논 |           |
| 카스미 사나   |           |
| 오토카 나노   |           |

## 주요 학생

### 현역
- 카세 쿄 : 유키구미 남역
- 하나히메 마논 : 츠키구미 여역
- 카스미 사나 : 유키구미 여역
- 오토카 나노 : 호시구미 여역

## 일람
| 예명          | 생일      | 출신지                      | 출신 학교                      | 신장(cm) | 애칭                   | 역할 | 퇴단년도 | 비고                    |
| ------------- | --------- | --------------------------- | ------------------------------ | -------- | ---------------------- | ---- | -------- | ----------------------- |
| 華世京        | 7월 5일   | 도쿄구 세타가야구           | 일본여자대학부속고교           | 171      | 카세쿄-, 카나          | 남역 |          |                         |
| 카세 쿄       | 7월 5일   | 도쿄구 세타가야구           | 일본여자대학부속고교           | 171      | 카세쿄-, 카나          | 남역 |          |                         |
| 湖春ひめ花    | 4월 18일  | 효고현 이타미시             | 유리가쿠인고교                 | 158      | 히메카, 마나밍         | 여역 |          |                         |
| 코하루 히메카 | 4월 18일  | 효고현 이타미시             | 유리가쿠인고교                 | 158      | 히메카, 마나밍         | 여역 |          |                         |
| 和真あさ乃    | 5월 28일  | 사이타마현 사이타마시       | 여자가쿠인고교                 | 170      | 푸쿠, 푸쿠지, 푸쿠푸쿠 | 남역 |          |                         |
| 카즈마 아사노 | 5월 28일  | 사이타마현 사이타마시       | 여자가쿠인고교                 | 170      | 푸쿠, 푸쿠지, 푸쿠푸쿠 | 남역 |          |                         |
| 鳳城のあん    | 9월 7일   | 카나가와현 카마쿠라시       | 시립오나리중학                 | 174      | 뇨안, 논논             | 남역 |          |                         |
| 호우죠 노안   | 9월 7일   | 카나가와현 카마쿠라시       | 시립오나리중학                 | 174      | 뇨안, 논논             | 남역 |          |                         |
| 霧乃あさと    | 6월 25일  | 치바현 마츠도시             | 후타바고교                     | 170      | 마리오, 아사토         | 남역 |          |                         |
| 키리노 아사토 | 6월 25일  | 치바현 마츠도시             | 후타바고교                     | 170      | 마리오, 아사토         | 남역 |          |                         |
| 乙華菜乃      | 1월 17일  | 효고현 카와니시시           | 유리가쿠인고교                 | 161      | 나나곤, 나노           | 여역 |          |                         |
| 오토카 나노   | 1월 17일  | 효고현 카와니시시           | 유리가쿠인고교                 | 161      | 나나곤, 나노           | 여역 |          |                         |
| 鏡星珠        | 8월 5일   | 효고현 고베시               | 현립고베고교                   | 169.5    | 후우, 카가미-          | 남역 |          |                         |
| 카가미 세이쥬 | 8월 5일   | 효고현 고베시               | 현립고베고교                   | 169.5    | 후우, 카가미-          | 남역 |          |                         |
| 一乃凜        | 5월 2일   | 카나가와시 요코하마시       | 모리무라가쿠엔 고등부          | 160      | 노린, 베-베            | 여역 |          |                         |
| 이치노 린     | 5월 2일   | 카나가와시 요코하마시       | 모리무라가쿠엔 고등부          | 160      | 노린, 베-베            | 여역 |          |                         |
| 華純沙那      | 12월 1일  | 효고현 다카라즈카시         | 시립니시미야고교               | 160      | 미키치-, 마루코        | 여역 |          |                         |
| 카스미 사나   | 12월 1일  | 효고현 다카라즈카시         | 시립니시미야고교               | 160      | 미키치-, 마루코        | 여역 |          |                         |
| 愛花いと      | 3월 6일   | 후쿠오카현 후쿠오카시       | 후쿠오카죠카구인고교           | 158      | 이토, 아이카, 못피-    | 여역 |          |                         |
| 아이카 이토   | 3월 6일   | 후쿠오카현 후쿠오카시       | 후쿠오카죠카구인고교           | 158      | 이토, 아이카, 못피-    | 여역 |          |                         |
| 遼美来        | 9월 14일  | 치바현 이치하라시           | 시가쿠칸 고등부                | 169      | 오야스, 쿠루           | 남역 |          |                         |
| 료 미쿠루     | 9월 14일  | 치바현 이치하라시           | 시가쿠칸 고등부                | 169      | 오야스, 쿠루           | 남역 |          |                         |
| 風羽咲季      | 12월 12일 | 오사카부 토요나카시         | 부립사쿠라즈카고교             | 164      | 토시코, 토코시         | 여역 |          | 엄마 사츠키 후타바 (74) |
| 카자하네 사키 | 12월 12일 | 오사카부 토요나카시         | 부립사쿠라즈카고교             | 164      | 토시코, 토코시         | 여역 |          | 엄마 사츠키 후타바 (74) |
| 渚ゆり        | 8월 20일  | 치바현 치바시               | 시립치바고교                   | 164      | 나기사                 | 여역 |          | 엄마 미사키 스즈나 (75) |
| 나기사 유리   | 8월 20일  | 치바현 치바시               | 시립치바고교                   | 164      | 나기사                 | 여역 |          | 엄마 미사키 스즈나 (75) |
| 花妃舞音      | 11월 13일 | 아키타현 아키타시           | 아키타대학 교육문화부 부속중학 | 163      | 마논                   | 여역 |          |                         |
| 하나히메 마논 | 11월 13일 | 아키타현 아키타시           | 아키타대학 교육문화부 부속중학 | 163      | 마논                   | 여역 |          |                         |
| 夏南幸        | 7월 24일  | 도쿄도 하치오우지시         | 쿠라쿠기념국제고교             | 176      | 카난, 치이             | 남역 | 2021년   |                         |
| 카난 코우     | 7월 24일  | 도쿄도 하치오우지시         | 쿠라쿠기념국제고교             | 176      | 카난, 치이             | 남역 | 2021년   |                         |
| 夢翔みわ      | 2월 13일  | 도쿄도 이타바시구           | 아토미가쿠엔중학               | 168      | 미와                   | 남역 |          |                         |
| 유메토 미와   | 2월 13일  | 도쿄도 이타바시구           | 아토미가쿠엔중학               | 168      | 미와                   | 남역 |          |                         |
| 葉咲うらら    | 9월 20일  | 후쿠오카현 후쿠오카시       | 후쿠오카죠가쿠인고교           | 160      | urara                  | 여역 | 2024년   |                         |
| 하사키 우라라 | 9월 20일  | 후쿠오카현 후쿠오카시       | 후쿠오카죠가쿠인고교           | 160      | urara                  | 여역 | 2024년   |                         |
| 凰陽さや華    | 12월 18일 | 나가노현 우에다시           | 나가노현 우에다고교            | 169      | 린카                   | 남역 |          |                         |
| 오우히 사야카 | 12월 18일 | 나가노현 우에다시           | 나가노현 우에다고교            | 169      | 린카                   | 남역 |          |                         |
| 宇咲瞬        | 1월 15일  | 효고현 다카라즈카시         | 바이카고교                     | 168      | 슌, 우사키             | 남역 |          |                         |
| 우사키 슌     | 1월 15일  | 효고현 다카라즈카시         | 바이카고교                     | 168      | 슌, 우사키             | 남역 |          |                         |
| 美遥あゆ      | 7월 25일  | 시가현 오우츠시             | 바이카고교                     | 163      | 아유                   | 여역 |          |                         |
| 미하루 아유   | 7월 25일  | 시가현 오우츠시             | 바이카고교                     | 163      | 아유                   | 여역 |          |                         |
| 涼宮蘭奈      | 6월 1일   | 시즈오카현 가케가와시       | 시립히가시중학                 | 168      | 메이메이               | 남역 |          |                         |
| 스즈미야 란나 | 6월 1일   | 시즈오카현 가케가와시       | 시립히가시중학                 | 168      | 메이메이               | 남역 |          |                         |
| 郁いりや      | 4월 14일  | 카가와현 쇼오즈군           | 산요여자고교                   | 172      | 마나카, 하세           | 남역 |          |                         |
| 이쿠 이리야   | 4월 14일  | 카가와현 쇼오즈군           | 산요여자고교                   | 172      | 마나카, 하세           | 남역 |          |                         |
| 天音ことは    | 5월 10일  | 히로시마현 히로시마시       | AICJ고교                       | 164      | 아오                   | 여역 | 2024년   |                         |
| 아마네 코토하 | 5월 10일  | 히로시마현 히로시마시       | AICJ고교                       | 164      | 아오                   | 여역 | 2024년   |                         |
| 夢陽まり      | 8월 30일  | 오사카부 스이타시           | 칸사이오오쿠라고등학교         | 161      | 마리나, 마리, 마리-    | 여역 |          | 엄마 마리나 토모 (72)   |
| 유메히 마리   | 8월 30일  | 오사카부 스이타시           | 칸사이오오쿠라고등학교         | 161      | 마리나, 마리, 마리-    | 여역 |          | 엄마 마리나 토모 (72)   |
| 月翔きら      | 3월 29일  | 효고현 아마가사키시         | 무코가와여자대학부속고교       | 169      | 마이마이, 키라         | 남역 |          |                         |
| 츠키쇼 키라   | 3월 29일  | 효고현 아마가사키시         | 무코가와여자대학부속고교       | 169      | 마이마이, 키라         | 남역 |          |                         |
| 彩名美希      | 11월 24일 | 니이가타현 니이가타시       | 니이가타 메이쿤고교            | 169      | 사토리, 밋키-          | 남역 |          |                         |
| 아야나 미키   | 11월 24일 | 니이가타현 니이가타시       | 니이가타 메이쿤고교            | 169      | 사토리, 밋키-          | 남역 |          |                         |
| 飛翠真凜      | 5월 14일  | 나가사키현 나가사키시       | 카이세이고교                   | 169      | 마리링                 | 남역 |          |                         |
| 히스이 마린   | 5월 14일  | 나가사키현 나가사키시       | 카이세이고교                   | 169      | 마리링                 | 남역 |          |                         |
| 真澄ゆかり    | 7월 6일   | 카나가와현 요코하마시       | Southridge High School         | 161      | 마샤, 마사논           | 여역 |          |                         |
| 마스미 유카리 | 7월 6일   | 카나가와현 요코하마시       | Southridge High School         | 161      | 마샤, 마사논           | 여역 |          |                         |
| 花咲美玖      | 9월 24일  | 오사카부 스이타시           | 사쿠야코노하나고교             | 163      | 미쿠                   | 여역 |          |                         |
| 하나사키 미쿠 | 9월 24일  | 오사카부 스이타시           | 사쿠야코노하나고교             | 163      | 미쿠                   | 여역 |          |                         |
| 咲園りさ      | 2월 9일   | 기후현 나카츠가와시         | 츄우쿄우고교                   | 159      | 쿄쿙                   | 여역 |          |                         |
| 사키조노 리사 | 2월 9일   | 기후현 나카츠가와시         | 츄우쿄우고교                   | 159      | 쿄쿙                   | 여역 |          |                         |
| 慧那まや      | 5월 21일  | 사이타마현 히가시마츠야마시 | 토호음악대학부속 동방고교      | 171      | 마야                   | 남역 |          |                         |
| 케이나 마야   | 5월 21일  | 사이타마현 히가시마츠야마시 | 토호음악대학부속 동방고교      | 171      | 마야                   | 남역 |          |                         |
| 澪あゆと      | 11월 28일 | 이바라키현 츠쿠바시         | 우시쿠에이신고교               | 170      | 아유리, 오아유         | 남역 |          |                         |
| 미오 아유토   | 11월 28일 | 이바라키현 츠쿠바시         | 우시쿠에이신고교               | 170      | 아유리, 오아유         | 남역 |          |                         |
| 蘭叶みり      | 9월 23일  | 오사카부 오사카시           | 테즈카야마고교                 | 160      | 미리리, 아미카         | 여역 |          |                         |
| 란카 미리     | 9월 23일  | 오사카부 오사카시           | 테즈카야마고교                 | 160      | 미리리, 아미카         | 여역 |          |                         |
| 樹澄せいや    | 1월 21일  | 오사카부 오사카시           | 코바야시 세이신죠시가쿠인고교  | 172      | 콧시-, 루네            | 남역 |          |                         |
| 키스미 세이야 | 1월 21일  | 오사카부 오사카시           | 코바야시 세이신죠시가쿠인고교  | 172      | 콧시-, 루네            | 남역 |          |                         |
| 大瀬いぶき    | 4월 27일  | 효고현 고베시               | 현립고베타카즈카고교           | 171      | 오-디-, 다이다이, 사키 | 남역 |          |                         |
| 오오세 이부키 | 4월 27일  | 효고현 고베시               | 현립고베타카즈카고교           | 171      | 오-디-, 다이다이, 사키 | 남역 |          |                         |
| 波輝瑛斗      | 5월 6일   | 도쿄도 세타가야구           | 일본여자대학부속고교           | 174.5    | 에이디, 에리코무       | 남역 |          |                         |
| 나미키 에이토 | 5월 6일   | 도쿄도 세타가야구           | 일본여자대학부속고교           | 174.5    | 에이디, 에리코무       | 남역 |          |                         |
| 綺乃ゆず      | 11월 21일 | 도쿄도 세타가야구           | 도쿄죠가쿠칸고교               | 171      | 유즈, 사키치-          | 남역 |          |                         |
| 아야노 유즈   | 11월 21일 | 도쿄도 세타가야구           | 도쿄죠가쿠칸고교               | 171      | 유즈, 사키치-          | 남역 |          |                         |
| 朝稀さいら    | 3월 15일  | 도쿄도 시부야구             | 일본대학사쿠라큐고교           | 169      | 피나, 히나코           | 남역 |          |                         |
| 아사키 사이라 | 3월 15일  | 도쿄도 시부야구             | 일본대학사쿠라큐고교           | 169      | 피나, 히나코           | 남역 |          |                         |
| 藤影ゆら      | 2월 14일  | 교토부 교토시               | 교토국제프랑스학원             | 170      | 윳키-, 유라노스케      | 남역 |          |                         |
| 후지카게 유라 | 2월 14일  | 교토부 교토시               | 교토국제프랑스학원             | 170      | 윳키-, 유라노스케      | 남역 |          |                         |

## 성적 변화
| 하나구미 소속 생도 성적 | 하나구미 소속 생도 성적 | 하나구미 소속 생도 성적 | 하나구미 소속 생도 성적 | 하나구미 소속 생도 성적 | 하나구미 소속 생도 성적 | 하나구미 소속 생도 성적 | 하나구미 소속 생도 성적 |
| -                       | 입단 (2020년)           | 연1 (2021년)            | 연1 (2021년)            | 연3 (2023년)            | 연3 (2023년)            | 연5 (2025년, 확정)      | 연5 (2025년, 확정)      |
| ----------------------- | ----------------------- | ----------------------- | ----------------------- | ----------------------- | ----------------------- | ----------------------- | ----------------------- |
| 1                       | 코하루 히메카           | →                       | 코하루 히메카           | ↑1                      | 카가미 세이쥬           | →                       | 카가미 세이쥬           |
| 2                       | 카가미 세이쥬           | →                       | 카가미 세이쥬           | ↓1                      | 코하루 히메카           | →                       | 코하루 히메카           |
| 3                       | 료 미쿠루               | →                       | 료 미쿠루               | ↑1                      | 우사키 슌               | ↑1                      | 료 미쿠루               |
| 4                       | 우사키 슌               | →                       | 우사키 슌               | ↓1                      | 료 미쿠루               | ↑1                      | 마스미 유카리           |
| 5                       | 미하루 아유             | →                       | 미하루 아유             | ↑2                      | 마스미 유카리           | ↓2                      | 우사키 슌               |
| 6                       | 츠키쇼 키라             | →                       | 츠키쇼 키라             | →                       | 츠키쇼 키라             | →                       | 츠키쇼 키라             |
| 7                       | 마스미 유카리           | →                       | 마스미 유카리           | ↓2                      | 미하루 아유             | →                       | 미하루 아유             |
| 8                       | 케이나 마야             | →                       | 케이나 마야             | →                       | 케이나 마야             | →                       | 케이나 마야             |

| 츠키구미 소속 생도 성적 | 츠키구미 소속 생도 성적 | 츠키구미 소속 생도 성적 | 츠키구미 소속 생도 성적 | 츠키구미 소속 생도 성적 | 츠키구미 소속 생도 성적 | 츠키구미 소속 생도 성적 | 츠키구미 소속 생도 성적 |
| -                       | 입단 (2020년)           | 연1 (2021년)            | 연1 (2021년)            | 연3 (2023년)            | 연3 (2023년)            | 연5 (2025년, 확정)      | 연5 (2025년, 확정)      |
| ----------------------- | ----------------------- | ----------------------- | ----------------------- | ----------------------- | ----------------------- | ----------------------- | ----------------------- |
| 1                       | 카즈마 아사노           | ↑1                      | 이치노 린               | →                       | 이치노 린               | ↑2                      | 카즈마 아사노           |
| 2                       | 이치노 린               | ↓1                      | 카즈마 아사노           | ↑1                      | 하나히메 마논           | ↓1                      | 이치노 린               |
| 3                       | 하나히메 마논           | →                       | 하나히메 마논           | ↓1                      | 카즈마 아사노           | ↓1                      | 하나히메 마논           |
| 4                       | 스즈미야 란나           | →                       | 스즈미야 란나           | ↑3                      | 란카 미리               | →                       | 란카 미리               |
| 5                       | 미오 아유토             | →                       | 미오 아유토             | ↓1                      | 스즈미야 란나           | →                       | 스즈미야 란나           |
| 6                       | 란카 미리               | ↑1                      | 오오세 이부키           | ↓1                      | 미오 아유토             | →                       | 미오 아유토             |
| 7                       | 오오세 이부키           | ↓1                      | 란카 미리               | ↑1                      | 아야노 유즈             | →                       | 아야노 유즈             |
| 8                       | 아야노 유즈             | →                       | 아야노 유즈             | ↓2                      | 오오세 이부키           | →                       | 오오세 이부키           |

| 유키구미 소속 생도 성적             | 유키구미 소속 생도 성적 | 유키구미 소속 생도 성적 | 유키구미 소속 생도 성적 | 유키구미 소속 생도 성적 | 유키구미 소속 생도 성적 | 유키구미 소속 생도 성적 | 유키구미 소속 생도 성적 |
| -                                   | 입단 (2020년)           | 연1 (2021년)            | 연1 (2021년)            | 연3 (2023년)            | 연3 (2023년)            | 연5 (2025년, 확정)      | 연5 (2025년, 확정)      |
| ----------------------------------- | ----------------------- | ----------------------- | ----------------------- | ----------------------- | ----------------------- | ----------------------- | ----------------------- |
| 1                                   | 카세 쿄                 | →                       | 카세 쿄                 | →                       | 카세 쿄                 | →                       | 카세 쿄                 |
| 2                                   | 키리노 아사토           | →                       | 키리노 아사토           | ↑1                      | 카스미 사나             | →                       | 카스미 사나             |
| 3                                   | 카스미 사나             | →                       | 카스미 사나             | ↑1                      | 유메토 미와             | ↑1                      | 키리노 아사토           |
| 4                                   | 유메토 미와             | →                       | 유메토 미와             | ↓2                      | 키리노 아사토           | ↓1                      | 유메토 미와             |
| 5                                   | 아마네 코토하           | →                       | 아마네 코토하           | ↑2                      | 후지카케 유라           | ↑1                      | 유메히 마리             |
| 6                                   | 유메히 마리             | →                       | 유메히 마리             | ↓1                      | 아마네 코토하           | ↓1                      | 후지카케 유라           |
| 7                                   | 아야나 미키             | ↑1                      | 후지카케 유라           | ↓1                      | 유메히 마리             | →                       | 아야나 미키             |
| 8                                   | 후지카케 유라           | ↓1                      | 아야나 미키             | →                       | 아야나 미키             |                         |                         |
| * 아마네 코토하 - 2024년 퇴단 (연4) |                         |                         |                         |                         |                         |                         |                         |

| 호시구미 소속 생도 성적 | 호시구미 소속 생도 성적 | 호시구미 소속 생도 성적 | 호시구미 소속 생도 성적 | 호시구미 소속 생도 성적 | 호시구미 소속 생도 성적 | 호시구미 소속 생도 성적 | 호시구미 소속 생도 성적 |
| -                       | 입단 (2020년)           | 연1 (2021년)            | 연1 (2021년)            | 연3 (2023년)            | 연3 (2023년)            | 연5 (2025년, 확정)      | 연5 (2025년, 확정)      |
| ----------------------- | ----------------------- | ----------------------- | ----------------------- | ----------------------- | ----------------------- | ----------------------- | ----------------------- |
| 1                       | 오토카 나노             | →                       | 오토카 나노             | →                       | 오토카 나노             | →                       | 오토카 나노             |
| 2                       | 아이카 이토             | →                       | 아이카 이토             | →                       | 아이카 이토             | →                       | 아이카 이토             |
| 3                       | 오우히 사야카           | →                       | 오우히 사야카           | →                       | 오우히 사야카           | →                       | 오우히 사야카           |
| 4                       | 히스이 마린             | →                       | 히스이 마린             | →                       | 히스이 마린             | →                       | 히스이 마린             |
| 5                       | 사키조노 리사           | ↑1                      | 키스미 세이야           | →                       | 키스미 세이야           | ↑1                      | 사키조노 리사           |
| 6                       | 키스미 세이야           | ↓1                      | 사키조노 리사           | →                       | 사키조노 리사           | ↓1                      | 키스미 세이야           |
| 7                       | 아사키 사이라           | →                       | 아사키 사이라           | →                       | 아사키 사이라           | →                       | 아사키 사이라           |

| 소라구미 소속 생도 성적                                           | 소라구미 소속 생도 성적 | 소라구미 소속 생도 성적 | 소라구미 소속 생도 성적 | 소라구미 소속 생도 성적 | 소라구미 소속 생도 성적 | 소라구미 소속 생도 성적 | 소라구미 소속 생도 성적 |
| -                                                                 | 입단 (2020년)           | 연1 (2021년)            | 연1 (2021년)            | 연3 (2023년)            | 연3 (2023년)            | 연5 (2025년, 확정)      | 연5 (2025년, 확정)      |
| ----------------------------------------------------------------- | ----------------------- | ----------------------- | ----------------------- | ----------------------- | ----------------------- | ----------------------- | ----------------------- |
| 1                                                                 | 호죠 노안               | →                       | 호죠 노안               | →                       | 호죠 노안               | →                       | 호죠 노안               |
| 2                                                                 | 카자하네 사키           | ↑1                      | 나기사 유리             | ↑4                      | 하사키 우라라           | ↑2                      | 카자하네 사키           |
| 3                                                                 | 나기사 유리             | ↑1                      | 카난 코우               | ↓1                      | 나기사 유리             | →                       | 이쿠 이리야             |
| 4                                                                 | 카난 코우               | ↓2                      | 카자하네 사키           | →                       | 이쿠 이리야             | ↑1                      | 나미키 에이토           |
| 5                                                                 | 하사키 우라라           | ↑1                      | 이쿠 이리야             | ↓1                      | 카자하네 사키           | ↑1                      | 하나사키 미쿠           |
| 6                                                                 | 이쿠 이리야             | ↓1                      | 하사키 우라라           | ↑1                      | 나미키 에이토           | ↓4                      | 나기사 유리             |
| 7                                                                 | 하나사키 미쿠           | →                       | 하나사키 미쿠           | ↓1                      | 하나사키 미쿠           |                         |                         |
| 8                                                                 | 나미키 에이토           | →                       | 나미키 에이토           |                         |                         |                         |                         |
| *카난 코우 - 2021년 퇴단 (연2) *하사키 우라라 - 2024년 퇴단 (연5) |                         |                         |                         |                         |                         |                         |                         |